# Lothar Profke
Lothar Profke (* 23. September 1941) ist ein deutscher  Mathematikdidaktiker mit Schwerpunkt Geometrie.
Profke studierte ab 1960 Mathematik, Physik und Geodäsie an der TH Stuttgart, an der er 1966 sein Mathematik-Diplom erwarb, 1967 seine Lehramtsprüfung absolvierte und 1969 bei Heinrich Brauner promoviert wurde (Kongruente Verlagerung projektiver Ebenen in Grenzlage). Ab 1973 war er Professor für Didaktik der Mathematik an der Universität Gießen. 2008 wurde er emeritiert.
1987 bis 1990 war er Sprecher des Arbeitskreises Geometrie in der Gesellschaft für Didaktik der Mathematik (GDM). 2000 erhielt er die Medaille der lettischen Mathematischen Gesellschaft.

## Schriften
- Brauchen wir einen Mathematikunterricht. In: Mathematik in der Schule 33. 1995, ISSN 0465-3750, S. 129–136.
- Veranschaulichen ... nicht nur Visualisieren. In: Schriftenreihe Didaktik der Mathematik 22. 1993, S. 13–30.
- Beweisen im Mathematikunterricht – ein ungelöstes Problem der Mathematikdidaktik, in: M. Ludwig, R. Oldenburg, J. Roth (Hrsg.): Argumentieren, Beweisen und Standards im Geometrieunterricht. AK Geometrie 2007/08, Hildesheim/Berlin: Franzbecker 2009, S. 239–254 (und: Ist der Geometrieunterricht noch zu retten ?, S. 93–111)
- mit Wendelin Degen: Grundlagen der affinen und euklidischen Geometrie, Teubner 1976
- mit Kurt Leichtweiß: Analytische Geometrie: eine Einführung, Teubner 1972
- Heinz Griesel, H. Postel (Hrsg.): Leistungskurs Lineare Algebra / Analytische Geometrie. Mathematik heute. Materialien für die Sekundarstufe II/Mathematik. Hannover: Schroedel 1986 (sowie Lösungen und didaktisch-methodischer Kommentar dazu 1988)
- H. Griesel, H. Postel (Hrsg.): Lineare Algebra/Analytische Geometrie. Mathematik heute. Hannover: Schroedel 1996
- H. Griesel, H. Postel (Hrsg.): Elemente der Mathematik. Grundkurs 12/13 Nordrhein-Westfalen. Hannover: Schroedel 2000